# Банкир-неудачник
«Банкир неудачник» (итал. Rag. Arturo De Fanti, bancario - precario; другое название — «Рогоносец из банка») — итальянская комедия 1980 года с Паоло Вилладжо в главной роли.

## Сюжет
Артуро Де Фанти, служащий банка, оказывается в центре курьезных совпадений. Его служанка, которой он задолжал безумные деньги, в отместку решает поселиться у него дома.
В то же время любовник его жены и его любовница случайно встречаются тоже в его квартире. На банк совершают налет грабители, и он снова в центре событий. Одним словом, что ни день — то новости.

## В ролях
- Паоло Вилладжо — Бухгалтер Артуро Де Фанти
- Катрин Спаак — Елена Де Фанти — жена Артуро
- Анна Мария Риццоли — Джованна — любовница Артуро
- Джиджи Редер — Вилли — любовник Елены
- Анна Маццамауро — Сельваджи Антигори — жена Вилли
- Карло Джуффре — Либеро Катена — муж Джованны
- Винченцо Крочитти — Бухгалтер Чуфини
- Энрика Бонаккорти — Эсмеральда — горничная
- Уго Болонья — Морпурго — Директор банка
- Анджело Пеллегрино — отец Никодим — священник
- Паоло Паолони — Граф Эрнесто Де Сакрофано — любовник Сельваджи
- Эннио Антонелли —

## Съёмочная группа
- Сюжет — Лучано Сальче
- Сценарий — Лучано Сальче, Аугусто Каминито, Оттавио Алесси
- Режиссёр — Лучано Сальче
- Монтаж — Антонио Сичильяно
- Оператор — Серджо Рубини
- Композитор — Пьеро Пиччони
- Декорации — Элио Микели